# Gran Premi de Tailàndia de motociclisme
El Gran Premi de Tailàndia de motociclisme és un esdeveniment esportiu que es disputa anualment des del 2018 al Chang International Circuit, prop de Buriram, dins del calendari del Campionat del món de motociclisme.  El 2020 i el 2021, la cursa es va cancel·lar a causa de la pandèmia de COVID-19.
L'esdeveniment tindrà lloc al circuit de Buriram fins al 2026 com a mínim. El 21 d'agost de 2024 es va anunciar que el Gran Premi de Tailàndia seria la primera ronda de les temporades de 2025 i 2026.
A 25 d'abril de 2025

## Noms oficials i patrocinadors
- 2018–2019: PTT Thailand Grand Prix[5]
- 2022–2023: OR Thailand Grand Prix[6]
- 2024–actualitat: PT Grand Prix of Thailand

## Guanyadors múltiples

### Pilots
| # Victòries | Pilot             | Victòries | Victòries        |
| # Victòries | Pilot             | Categoria | Anys             |
| ----------- | ----------------- | --------- | ---------------- |
| 3           | Marc Márquez      | MotoGP    | 2018, 2019, 2025 |
| 2           | David Alonso      | Moto3     | 2023, 2024       |
| 2           | Francesco Bagnaia | MotoGP    | 2024             |
| 2           | Francesco Bagnaia | Moto2     | 2018             |

### Constructors
| # Victòries | Constructor | Victòries | Victòries                    |
| # Victòries | Constructor | Categoria | Anys                         |
| ----------- | ----------- | --------- | ---------------------------- |
| 5           | Kalex       | Moto2     | 2018, 2019, 2022, 2024, 2025 |
| 4           | Honda       | MotoGP    | 2018, 2019                   |
| 4           | Honda       | Moto3     | 2018, 2022                   |
| 3           | KTM         | MotoGP    | 2022                         |
| 3           | KTM         | Moto3     | 2019, 2025                   |
| 3           | Ducati      | MotoGP    | 2023, 2024, 2025             |

## Guanyadors per any
| Any  | Circuit | Moto3                                         | Moto3                                         | Moto2                                         | Moto2                                         | MotoGP                                        | MotoGP                                        | Detalls                                       |
| Any  | Circuit | Pilot                                         | Moto                                          | Pilot                                         | Moto                                          | Pilot                                         | Moto                                          | Detalls                                       |
| ---- | ------- | --------------------------------------------- | --------------------------------------------- | --------------------------------------------- | --------------------------------------------- | --------------------------------------------- | --------------------------------------------- | --------------------------------------------- |
| 2025 | Buriram | José Antonio Rueda                            | KTM                                           | Manuel González                               | Kalex                                         | Marc Márquez                                  | Ducati                                        | Detalls                                       |
| 2024 | Buriram | David Alonso                                  | CFMoto                                        | Arón Canet                                    | Kalex                                         | Francesco Bagnaia                             | Ducati                                        | Detalls                                       |
| 2023 | Buriram | David Alonso                                  | Gas Gas                                       | Fermín Aldeguer                               | Boscoscuro                                    | Jorge Martín                                  | Ducati                                        | Detalls                                       |
| 2022 | Buriram | Dennis Foggia                                 | Honda                                         | Tony Arbolino                                 | Kalex                                         | Miguel Oliveira                               | KTM                                           | Detalls                                       |
| 2021 | Buriram | Cancel·lat a causa de la pandèmia de COVID-19 | Cancel·lat a causa de la pandèmia de COVID-19 | Cancel·lat a causa de la pandèmia de COVID-19 | Cancel·lat a causa de la pandèmia de COVID-19 | Cancel·lat a causa de la pandèmia de COVID-19 | Cancel·lat a causa de la pandèmia de COVID-19 | Cancel·lat a causa de la pandèmia de COVID-19 |
| 2020 | Buriram | Cancel·lat a causa de la pandèmia de COVID-19 | Cancel·lat a causa de la pandèmia de COVID-19 | Cancel·lat a causa de la pandèmia de COVID-19 | Cancel·lat a causa de la pandèmia de COVID-19 | Cancel·lat a causa de la pandèmia de COVID-19 | Cancel·lat a causa de la pandèmia de COVID-19 | Cancel·lat a causa de la pandèmia de COVID-19 |
| 2019 | Buriram | Albert Arenas                                 | KTM                                           | Luca Marini                                   | Kalex                                         | Marc Márquez                                  | Honda                                         | Detalls                                       |
| 2018 | Buriram | Fabio Di Giannantonio                         | Honda                                         | Francesco Bagnaia                             | Kalex                                         | Marc Márquez                                  | Honda                                         | Detalls                                       |